# Araneus subflavidus
Araneus subflavidus är en spindelart som först beskrevs av Arthur Urquhart 1893.  Araneus subflavidus ingår i släktet Araneus och familjen hjulspindlar.
Artens utbredningsområde är Tasmanien. Inga underarter finns listade i Catalogue of Life.